# Albion Soccer Club San Diego
Albion Soccer Club San Diego, anteriormente Albion SC Pros, é uma agremiação esportiva da cidade de San Diego, Califórnia. Atualmente disputa a National Premier Soccer League.

## História
Fundado em 2015, o clube entrou como franquia de expansão da NPSL em 2016. Seu primeiro jogo foi contra o Real San Jose em 5 de março de 2016, já sua primeira partida oficial foi contra o Deportivo Coras no dia 3 de abril de 2016.

## Estatísticas

### Participações
|  | Participações em 2017 |

| Competição     | Competição               | Temporadas | Melhor campanha      | Estreia | Última | P | R |
| Estados Unidos | Lamar Hunt U.S. Open Cup | 1          | Primeira Fase (2017) | 2017    | 2017   |   | – |